# Bröderna Lindqvists dragspelsorkester
Kvartetten Bröderna Lindqvists dragspelsorkester från Göteborg var aktiv från 1920-talet fram till början av 1960-talet, och spelade in ett trettiotal skivor, främst på 20- och 30-talet, oftast i Berlin.
Gruppen bestod av bröderna Sven Lindqvist (1894–1973) och Richard Lindqvist (1899–1964), samt Vilgot Malmqvist (1898–1980) och Gunnar Rosenqvist (1903–1985).
Repertoaren var blandad, från dansmusik och schlager till marscher och operauvertyrer. På sina konserter brukade man också ha en humoristisk avdelning, då man klädde ut sig till sjömän och spelade diverse instrument, sjöng och spexade. Då kallade man sig för ”Kom och blås”.
De turnerade både i Norden och i England och Tyskland och deltog också i Ernst Rolfs nyårsrevy 1928.